# Erich Clößner
Erich Clößner, nemški general, * 17. september 1888, † 28. marec 1976.